# Simone Hanselmann

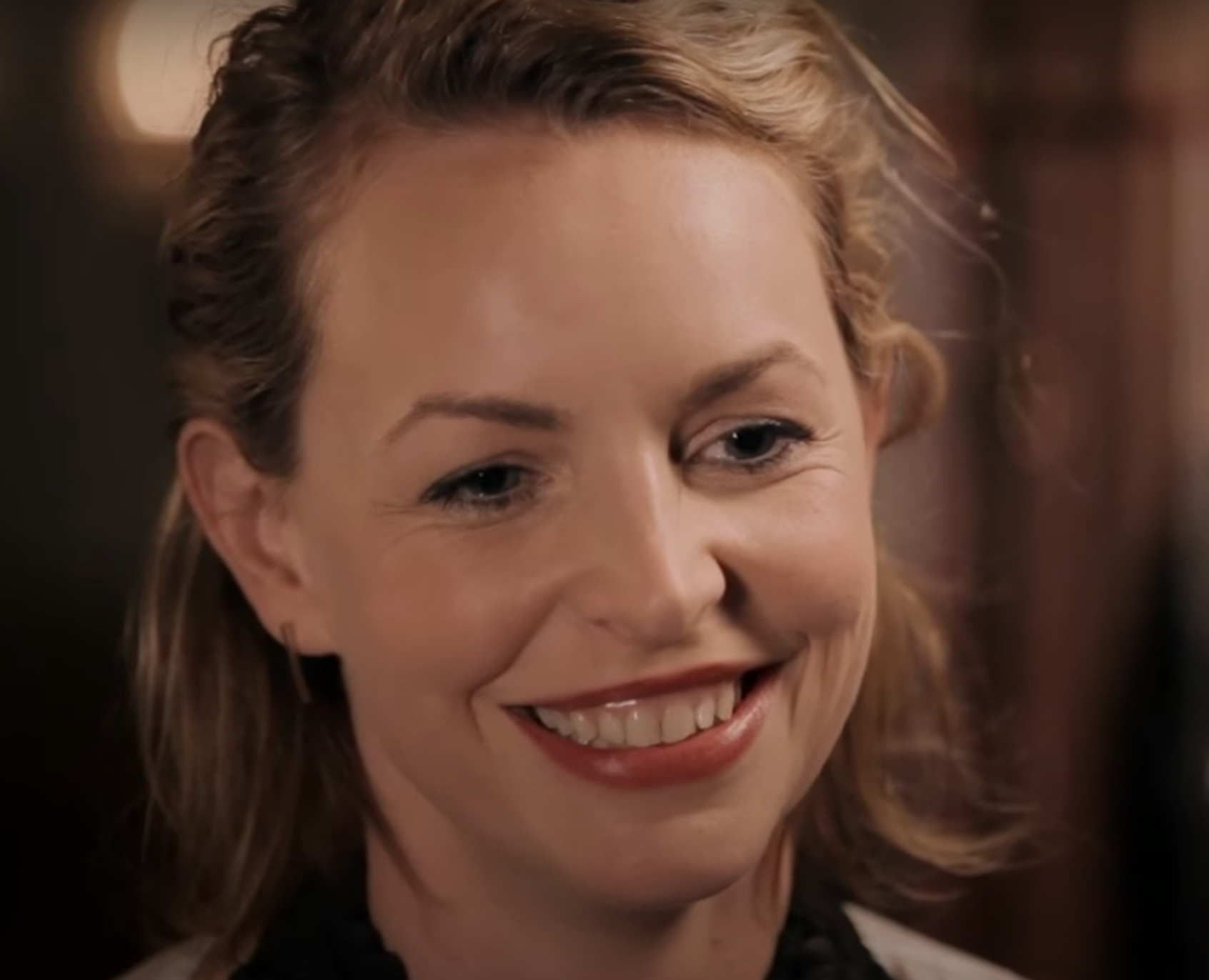
Simone Hanselmann (2014)

Simone Hanselmann (* 6. Dezember 1979 in Mülheim an der Ruhr) ist eine deutsche Schauspielerin.

## Leben
Nach der Trennung ihrer Eltern zog Hanselmann als Teenager mit der Mutter und ihrer Schwester in den US-amerikanischen Bundesstaat Utah. Die Mutter hatte einen Mann von dort kennengelernt und geheiratet, dessen mormonischen Glauben auch die deutsche Familie annahm. Hanselmann wurde mit zwölf Jahren getauft und lebte nach den Regeln der Religionsgemeinschaft, ehe sie mit 17 Jahren zum Vater nach Deutschland zurückreiste.
Simone Hanselmann wurde beim Modelwettbewerb Gesicht '96 entdeckt und arbeitete anschließend als internationales Model. Von 1998 bis 1999 spielte sie in der Serie Gute Zeiten, schlechte Zeiten das bulimiekranke Model Anna Meisner (der dargestellte Charakter spaltete sich infolge einer Dissoziativen Identitätsstörung auf in Judith Unger und Susi).
Sie wirkte in zahlreichen Filmen wie Flashback – Mörderische Ferien und der Pilcher-Verfilmung Flammen der Liebe mit. Daneben hatte sie Theaterauftritte und war auch in einigen Serien wie Berlin, Berlin, Krista und SOKO Kitzbühel zu sehen. Von 2002 bis 2005 gehörte sie zum Stamm der Serie Schulmädchen. 2009 war sie in der 1. Staffel der Serie Lasko – Die Faust Gottes zu sehen, in der sie eine der Hauptrollen spielte.
Hanselmann spielte eine der Hauptrollen in der ProSieben-Serie Alles außer Sex sowie in dem RTL-Sitcom-Pilotfilm Carla. Im Herbst 2015 war sie in der Romantic Comedy-Daily Soap Mila zu sehen. Ab 2018 (Staffel 11) gehört sie zur Besetzung der Fernsehserie Der Bergdoktor. Sie spielt die Apothekerin Franziska Hochstätter.
Simone Hanselmann engagiert sich für die SOS-Kinderdörfer und ist Patin des SOS-Kinderdorfes Uvira im Kongo. Im Jahr 2015 lud sie im Rahmen der SOS-Aktion „Supper Club“ zu einem Benefizessen in Berlin ein. Die Spenden des Abends kamen den Kindern in Syrien zugute.
2013 bekamen Hanselmann und ihr Freund ihr erstes Kind.
Für die Juniausgabe 2021 des deutschen Playboy posierte sie für die Titelseite und eine Fotostrecke.

## Filmografie

### Filme
- 2000: Flashback – Mörderische Ferien
- 2001: Zwei Engel auf Streife (Pilotfilm)
- 2003: Rosamunde Pilcher – Flammen der Liebe (Fernsehreihe)
- 2004: Hai-Alarm auf Mallorca (Fernsehfilm)
- 2007: Free Rainer – Dein Fernseher lügt
- 2008: Das Traumhotel – China (Fernsehreihe)
- 2008: Herz aus Schokolade (Fernsehfilm)
- 2009: Traum aus Schokolade (Fernsehfilm)
- 2010: Groupies bleiben nicht zum Frühstück
- 2011: Utta Danella – Liebe mit Lachfalten (Fernsehreihe)
- 2011: Glück auf Brasilianisch (Fernsehfilm)
- 2012: Das Geheimnis der Villa Sabrini (Fernsehfilm)
- 2012: Die Nonne und der Kommissar – Verflucht
- 2012: Johanna und der Buschpilot (2) – Die Legende der Kraniche
- 2015: Big Business: Außer Spesen Nichts Gewesen
- 2018: Ronny & Klaid

### Fernsehserien
- 1998–1999: Gute Zeiten, schlechte Zeiten (Daily-Soap, Folgen 1383–1767)
- 2003: Berlin, Berlin (Folgen 3x15–3x16)
- 2004: Unser Charly (Folge 9x04)
- 2004, 2022: SOKO Kitzbühel (Folgen 3x01, 20×05)
- 2004 und 2009: In aller Freundschaft (Folgen 6x36, 12x22)
- 2002–2005: Schulmädchen (15 Folgen inklusive Pilotfilm)
- 2005–2007: Alles außer Sex (20 Folgen)
- 2005: Wilde Engel (Folge 2x02)
- 2006–2007: Tierärztin Dr. Mertens (sieben Folgen)
- 2007: Kommissar Stolberg (Folge 2x03)
- 2007: SOKO Wismar (Folge 4x09)
- 2008: Alarm für Cobra 11 – Die Autobahnpolizei (Folge 22x04)
- 2008: Lasko – Die Faust Gottes (fünf Folgen)
- 2009: In aller Freundschaft – Folge 439: Liebe ist (k)ein Zufall
- 2010: Countdown – Die Jagd beginnt (Folge 1x03)
- 2011: SOKO Leipzig (Folge 10x29)
- 2011: Heiter bis tödlich: Nordisch herb (Folgen 1x06–1x07)
- 2013: Die Bergretter (drei Folgen)
- 2015: Mila (75 Folgen)
- 2017: Rote Rosen
- 2017: Heldt (Folge 5x14)
- 2018–2023: Der Bergdoktor
- 2018: SOKO Stuttgart (Folge 10x04)
- 2019: Kreuzfahrt ins Glück – Hochzeitsreise auf die Kykladen
- 2020: SOKO München – 4 Zimmer, Küche, Tod (Krimiserie)

## Theater
- Therapie zwecklos (Köln)
- Café Lichtenberg (Köln)

## Auszeichnungen
- 2000: Nominierung für den New Faces Award als „Beste Nachwuchsschauspielerin“ für Flashback – Mörderische Ferien
- 2008: Undine Award als „Beste jugendliche Charakterdarstellerin in einem Kinospielfilm“ für Free Rainer – Dein Fernseher lügt